# Kalenborn-Scheuern
Kalenborn-Scheuern är en kommun i Landkreis Vulkaneifel i förbundslandet Rheinland-Pfalz i Tyskland. Kommunen bildades 7 juni 1969 genom en sammanslagning av Kalenborn och Scheuern i kommunen Kalenborn. Namnet ändrades 1 december 1969 till Kalenborn-Scheuern.
Kommunen ingår i kommunalförbundet Verbandsgemeinde Gerolstein tillsammans med ytterligare 37 kommuner.